# Sister Bay
Sister Bay è un villaggio degli Stati Uniti d'America, situato in Wisconsin, nella contea di Door.